# Meerhoven

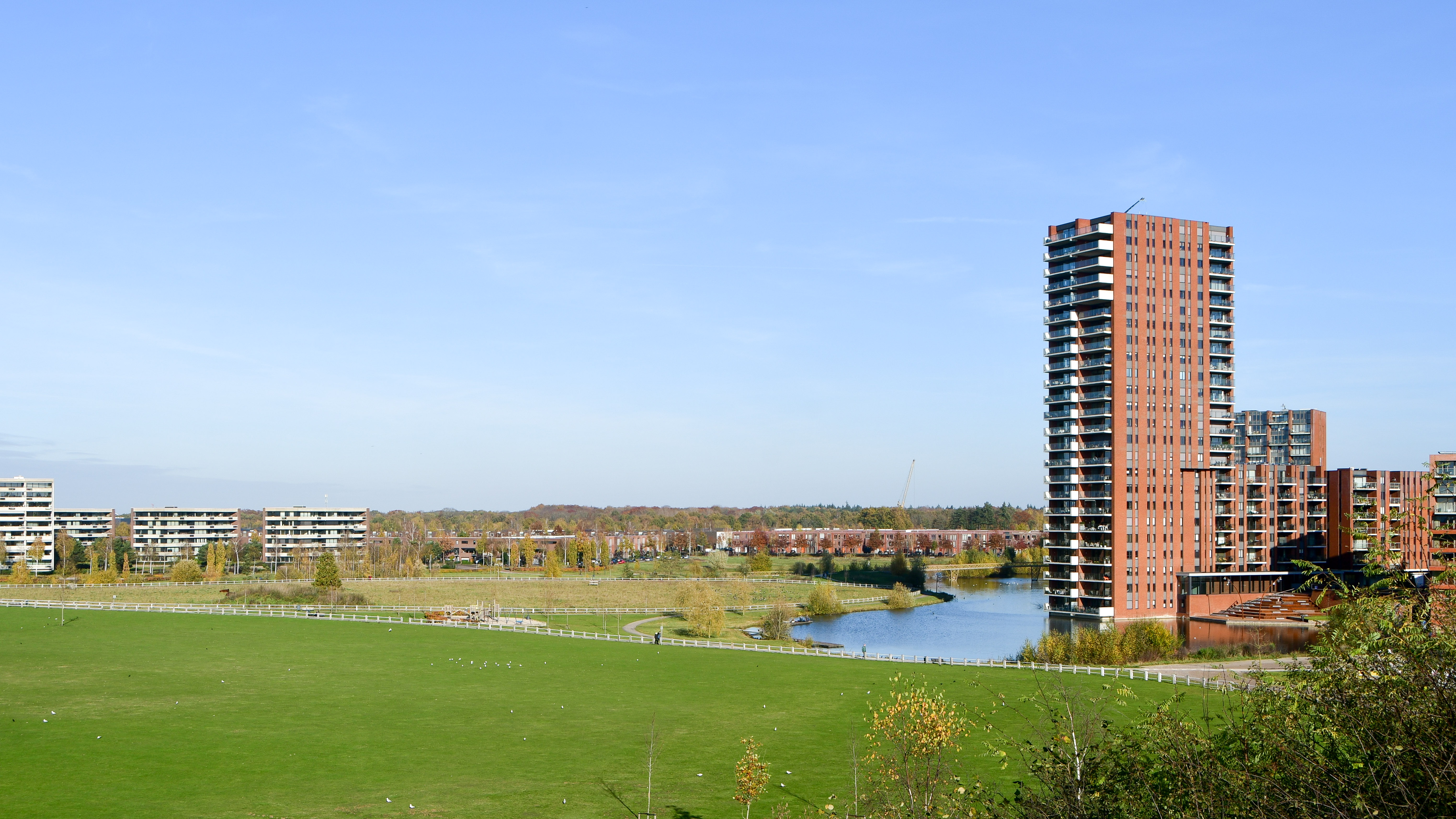
Eindhoven, wijk Meerhoven, buurt Meerrijk met op de achtergrond Zandrijk

Meerhoven is een grote stadsuitbreiding van Eindhoven, in de Nederlandse provincie Noord-Brabant. Op 1 januari 2023 telde de wijk 13.005 inwoners, verdeeld over 5.046 woningen, met een gemiddelde WOZ-waarde van € 485.000, op een oppervlakte van 15,87 km². 
Het ligt ten westen van Eindhoven en ten noordoosten van Veldhoven en behoort tot het stadsdeel Strijp. Door de ligging aan de westkant van de snelweg A2 vormt de wijk één geografisch geheel met Veldhoven. 

## Ligging
Met Meerhoven wordt in de volksmond vaak het woongebied aangeduid, te weten de buurten Bosrijk, Grasrijk, Meerrijk, Waterrijk en Zandrijk. Meerhoven wordt daarnaast gevormd uit de industriegebieden Flight en Park Forum, Nimbus, Land Forum en Trade Forum. Ook Eindhoven Airport behoort tot Meerhoven, net als het gebied BeA2 en het Meerbos, met onder meer golfbaan Welschap.
Het woongebied van Meerhoven heeft een HOV busverbinding zowel naar Eindhoven Airport, als naar het centrum van Eindhoven, als naar het centrum van Veldhoven.

## Geschiedenis
Het grootste gedeelte van Meerhoven is gesitueerd op het terrein van het voormalige Pantser Infanterie Rij- en Opleidingscentrum (PIROC), een militaire rijschool in Veldhoven. Voordat het bouwplan Meerhoven uitgevoerd kon worden werd gedegen onderzoek gedaan naar eventuele explosieven die na de Tweede Wereldoorlog in het gebied konden zijn achtergebleven.
De aanleg van Meerhoven startte in 1997, de eerste huizen zijn opgeleverd in 1999. 
Op 1 januari 2023 telde Meerhoven 13.007 bewoners. Zodra de wijk gereed is, zal deze ongeveer 15.000 inwoners tellen.
Op 30 april 2021 werd de eerste van vijf 3D-geprinte huizen opgeleverd, de eerste van Nederland. Het betrof een bungalow in de vorm van een zwerfkei of hunebed, en is in zijn geheel in de fabriek geprint. Het vijfde en laatste zal op locatie worden vervaardigd.

## Bestuurlijke indeling
Meerhoven wordt ingedeeld in de volgende buurten:
- BeA2
- Meerbos
- Meerrijk
- Grasrijk
- Bos- en Zandrijk
- Waterrijk
- Park Forum
- Flight Forum
- Eindhoven Airport